# 2001: Vesmírná odysea (kniha)
Román 2001: První vesmírná odysea (anglicky 2001: Space Odyssey) napsal Arthur Charles Clarke roku 1968. Autor rovněž napsal pokračování tohoto díla: 2010: Druhá vesmírná odysea, 2061: Třetí vesmírná odysea a 3001: Poslední vesmírná odysea, které i s prvním dílem dohromady tvoří sérii Vesmírná odysea. Kniha vznikla po spolupráci s režisérem Stanleyem Kubrickem na základě autorovy povídky Hlídka. Kubrick ve stejném roce natočil stejnojmenný film.

## Hlavní postavy
- Ten, jenž hledí na Měsíc – lidoop, žil před pěti miliony let, vůdcem tlupy, vymyslel pazourek a nový způsob lovení
- Heywood Floyd – odvážný, zkušený, introvertní vědec, který zkoumá  a objeví pravý původ MAT-1.
- David Bowman – hlavní hrdina, inteligentní, zodpovědný, organizovaný kapitán lodi Discovery, milovník vážné hudby a klasické literatury
- Frank Pool – hlavní mechanik, pomocník a zástupce kapitána lodi Discovery, zabit halem při opravě jednotky AE-35 v kosmu
- počítač HAL 9000 – Počítač s umělou inteligencí, plně odevzdaný misi → tvoří chyby.

## Obsah díla
Příběh začíná před asi pěti miliony let, kdy na Zemi žili lidoopi. Tehdy Ten, jenž hledí na Měsíc, vůdce jedné z tlup lidoopů, narazil na cestě se svou tlupou z neúspěšného lovu domů na monolit tvaru kvádru. Monolit začal s lidoopy provádět experimenty, které rozvíjely jejich logické myšlení. Ten, jenž hledí na Měsíc si vyrobil svou první zbraň. Po dlouhé době bez jídla se jim konečně podařilo ulovit antilopu. Začalo se však stmívat a neměli čas zvíře potřebně zpracovat. Vzali ho tedy do jeskyně, vůně zdechliny však přilákala leoparda. Díky zdokonalení logického myšlení leoparda přemohli. Hlavu leoparda nabodli na kůl a Ten, jenž hledí na Měsíc ji nosil jako symbol síly. Teď již měli spousty odvahy a poté, co zesílili, rozhodli se zaútočit na druhou tlupu na druhé straně řeky. Bitvu vyhráli. Monolit poté zmizel.
Nyní autor zavádí příběh do roku 1999. Autor poněkud hůře odhadl vývoj studené války i lidský pokrok ve výzkumu vesmíru (neboť ten se po skončení studené války zpomalil) a posunul ho o velký kus vpřed. Měsíc již byl obydlen a byla na něm postavena spousta základen. Jedna z nich je i americká základna Clavius poblíž kráteru Tycho. Byla zde vyhlášena karanténa, kvůli nějaké epidemii. To vše je jen zástěrka neobyčejného, přísně tajného objevu. Jedna sonda přelétající nad měsícem objevila nad kráterem Tycho magnetickou anomálii. Vědci ve středu anomálie začali kopat a asi v hloubce 6 metrů narazili na temně černý monolit tvaru kvádru. S prvními slunečními paprsky, které na něj po bůhví jak dlouhé době dopadnou, vyšle monolit silný elektromagnetický impulz, který, jak později zjistí, ukazuje na Saturnův měsíc Japetus. Tehdy je povolán doktor Heywood Floyd a další vědci, aby monolit prozkoumali. Zjistí, že monolit není vyroben ani přírodou, ani člověkem, nýbrž mimozemšťany. Monolit dostane jméno MAT-1, zkratka Magnetické Anomálie Tycho – 1.
Zde se děj knihy opět posouvá, do roku 2001. Pětičlenná posádka, s kapitánem lodi Davidem Bowmanem, jeho zástupcem Frankem Poolem a třemi vědci v hibernaci Whiteheadem, Hunterem a Kaminskim, začíná první cestu k Saturnu. Raketoplán jménem Discovery řídí počítač s umělou inteligencí HAL 9000. Vše probíhá dobře, ale někde u Jupitera, na Davidovy narozeniny, HAL oznámí možnou závadu jednotky AE-35, která nasměrovává anténu raketoplánu na Zem. Jestliže přestane pracovat, spojení se Zemí se přeruší. Frank Poole vadnou jednotku vymění. V laboratoři s Davidem zjistí, že pracuje výtečně. Jednotku vyhodí do koše a nechtějí se tím již zabývat. O pár dní později HAL oznámil další možnou poruchu jednotky AE-35. Frank ji jde opět vyměnit, ale to se mu stane osudným. Když vyměňuje jednotku, jeho kapsle (stroj tehdejší doby, slouží ke krátkým procházkám vesmírem) HAL nasměruje na něj. Kapsle ho rozdrtí. A poté jsou on i kapsle unášeni pryč do vesmíru. Franka Dave již nemůže zachránit. Dave začíná pomýšlet na možnou poruchu HALa a na Zemi již o něm také začínají pochybovat. Rozhodne se probudit ostatní z hibernace. HAL nejdřív nechce předat manuální ovládání, ale poté, co mu Dave pohrozí, že ho odpojí od systému, mu ho předá. Dave zjistí, že všichni tři jsou mrtvi – HAL jim odpojil životní funkce. HAL otevře oboje přetlakové dveře a tím velice rychle vypustí z Discovery všechnu atmosféru. Dave se pohotově zachrání v záchranné komoře, kde byl i skafandr. Pomocí toho se dostal k systémovým obvodům HALa a začal ho po jedné zásuvce odpojovat od systému. Hal ho přemlouval, aby toho nechal, ale bylo to marné. Poté opět obnovil atmosféru v Discovery a spojení se Zemí. Těla tří vědců vypustil do vesmíru. Pošle k zemi zprávu o tom, co se stalo. Oni ho seznámí s pravým cílem cesty, o které věděli jen HAL a tři vědci v hibernaci. Měli prozkoumat Japetus, místo, kam mířil signál z monolitu. Raketoplán je nyní řízen ze Země. Když dorazí na místo, Dave se vydává v druhé kapsli na průzkum. Najde zde Většího bratra monolitu, MAT-2, a hvězdnou bránu. Vstoupí do ní a octne se na jiné planetě, Kde je spousta jiných Hvězdných bran vedoucích na všemožná místa po celém vesmíru. Jakási síla, která ho unáší přes tuto planetu do jedné z bran, skrz kterou se dostane do blízkosti obrovité hvězdy, kolem které obíhá bílý trpaslík (vesmírné těleso, stádium hvězdy). Poté se octne v nějakém hotelovém pokoji, kde knihy, jídlo, nábytek, vše jsou atrapy vyrobené podle předlohy z televizního seriálu, vysílaného v roce 1999 signálem, jejž monolit okopíroval a poslal sem. Když Dave usne, atrapy zmizí a mimozemšťané pomalu oddělí jeho duši od těla, aby přetrvala na věčné časy.

## Rozuzlení knihy
V knize 2010: Druhá vesmírná odysea autor v zájmu děje druhé knihy vysvětluje příčinu HALova divného chování. Dr. Chandra, HALův učitel a programátor, vytvořil HALa tak, aby neskrýval žádná tajemství před členy posádky a upozornil na každé možné nebezpečí. Skutečný cíl cesty však byl označen jako „Přísně Tajný“ a počítač tedy nevěděl, co má dělat. Postupně ho to likvidovalo a snažil se odpojit zdroj toho všeho – Zemi. To vysvětluje výpadky jednotky AE-35. Frank chtěl jednotku vyměnit a obnovit tak spojení, což HAL nemohl snést. Jelikož jeho tajemství střežili ještě tři vědci, odpojil je od životních funkcí.

## Pokračování děje
Děj volně pokračuje v dalších dílech vesmírné odysey. V 2010: Druhá vesmírná odysea se znovu objevují postavy Davida Bowmana (tentokrát už jen jako „duch“) a Heywooda Floyda. Kosmická loď Leonov se zde snaží zachránit chátrající opuštěnou Discovery a zjistit, co se vlastně s Davidem stalo. V2061: Třetí vesmírná odysea se zde opět objevuje Heywood Floyd, který se ve věku 103 let vydává na výpravu k Halleyově kometě. V 3001: Poslední vesmírná odysea přichází na scénu Frank Poole, jehož vylovili z vesmíru a tehdejší medicína ho dokázala opět přivést k životu.

## Odlišnosti děje filmu a knihy
Filmové zpracování Vesmírné odysey se v některých podstatných detailech odlišuje od tehdy současně vznikající knihy. Vzhledem k tomu, že Clarke v následujících dílech navazuje na filmový děj, může to být pro čtenáře neznalé filmu značně matoucí.
Ve filmu se především druhý monolit (MAT-2) nenachází v soustavě Saturnu, ale o planetu blíže k Zemi, na oběžné dráze Jupitera. Monolit také nestojí na povrchu měsíce (v knize to byl Saturnův měsíc Iapetus). Ve filmu je umístěn volně v Lagrangeově bodě mezi Jupiterem a jeho měsícem Io. Jupiter a jeho měsíce pak hrají klíčovou roli v navazujících knihách.

## Česká a slovenská vydání knihy
- 2001: Vesmírná odysea, Svoboda, 1971, edice Omnia, 44 600 výtisků, překlad Vladimír Svoboda
- Vesmírna odysea, Tatran, 1975, 15 000 výtisků, překlad Judita Chromová
- 2001: Vesmírná odysea / Rajské fontány, Odeon, 1982, edice Klub čtenářů, 90 000 výtisků, překlad Vladimír Svoboda
- 2001: Vesmírná odysea, Baronet, 1997, překlad Vladimír Svoboda, ISBN 80-7214-029-9
- 2001: Vesmírná odysea, Alpress, 2002, edice Klokan, překlad Vladimír Svoboda, ISBN 80-7218-772-4
- 2001: Vesmírná odysea, Laser, 2008, edice Mistrovská díla SF, překlad Vladimír Svoboda, ISBN 978-80-7193-257-4